# Communauté de communes du Monségurais
La communauté de communes du Monségurais était un établissement public de coopération intercommunale (EPCI) français, situé dans le département de la Gironde, en région Aquitaine.
La communauté était adhérente du syndicat mixte du Pays du Haut Entre-deux-Mers.

## Historique
La communauté de communes a été créée par arrêté préfectoral en date du 15 décembre 2004 sur la base de 15 communes adhérentes.
Au 31 décembre 2013, un arrêté préfectoral a acté la dissolution de la communauté de communes du Monségurais à la même date, les communes de Monségur, Saint-Vivien-de-Monségur et Roquebrune étant rattachées à la communauté de communes du Réolais en Sud Gironde et les 12 autres à la communauté de communes du Sauveterrois.

## Composition
La communauté de communes du Monségurais était composée des 15 communes suivantes :
| Nom                           | Code Insee | Gentilé          | Superficie (km2) | Population (dernière pop. légale) | Densité (hab./km2) |
| ----------------------------- | ---------- | ---------------- | ---------------- | --------------------------------- | ------------------ |
| Monségur (siège)              | 33289      | Monségurois      | 9,91             | 1 462 (2014)                      | 148                |
| Blasimon                      | 33057      | Blasimonais      | 29,76            | 908 (2014)                        | 31                 |
| Castelmoron-d'Albret          | 33103      | Castelmoronais   | 0,04             | 51 (2014)                         | 1 275              |
| Cours-de-Monségur             | 33136      | Coursois         | 9,64             | 283 (2014)                        | 29                 |
| Coutures                      | 33139      |                  | 3,40             | 103 (2014)                        | 30                 |
| Dieulivol                     | 33150      | Dieulivolais     | 10,47            | 318 (2014)                        | 30                 |
| Landerrouet-sur-Ségur         | 33224      | Landerrouetiens  | 3,14             | 97 (2014)                         | 31                 |
| Mesterrieux                   | 33283      | Mesterriais      | 3,59             | 201 (2014)                        | 56                 |
| Neuffons                      | 33304      | Neuffonais       | 4,67             | 159 (2014)                        | 34                 |
| Le Puy                        | 33345      | Podiens          | 8,15             | 382 (2014)                        | 47                 |
| Rimons                        | 33353      | Rimonais         | 14,38            | 198 (2014)                        | 14                 |
| Roquebrune                    | 33359      | Roquebrunais     | 6,52             | 259 (2014)                        | 40                 |
| Saint-Sulpice-de-Guilleragues | 33481      | Saint-Sulpiciens | 6,89             | 223 (2014)                        | 32                 |
| Saint-Vivien-de-Monségur      | 33491      | Saint-Viviennais | 15,83            | 365 (2014)                        | 23                 |
| Sainte-Gemme                  | 33404      | Saint-Gemmois    | 9,55             | 221 (2014)                        | 23                 |
| Taillecavat                   | 33520      | Loubatons        | 9,49             | 320 (2014)                        | 34                 |

## Administration
| Période                                  | Période | Identité     | Étiquette | Qualité                      |
| ---------------------------------------- | ------- | ------------ | --------- | ---------------------------- |
| ?                                        | 2013    | Alain Didier |           | Maire de Mesterrieux (2001-) |
| Les données manquantes sont à compléter. |         |              |           |                              |